# Alcis catocirra
Alcis catocirra är en fjärilsart som beskrevs av Eugen Wehrli 1943. Alcis catocirra ingår i släktet Alcis och familjen mätare. Inga underarter finns listade i Catalogue of Life.